# Voskovka šarlatová
Voskovka šarlatová (Hygrocybe coccinea), jinak také šťavnatka šarlatová, je vzácný druh houby z čeledi šťavnatkovité (Hygrophoraceae). V Červeném seznamu hub České republiky je druh uveden jako ohrožený.

## Znaky
Šarlatově červený, 2–6 cm široký klobouk je nejprve polokulovitý, později se vyvíjí do zvoncovitého až rozloženého a pokrouceného tvaru. Okraje jsou často světlejší, než zbytek klobouku. Pokožka lehce oslizlá a lesklá.
Žluté až krvavé lupeny jsou tlusté, na ostří žluté, na klobouku řídce uspořádané, u třeně široce přirostlé. Výtrusný prach je bílý.
Třeň 2–7 cm dlouhý, hladký, zbarvený stejně jako klobouk, stárnutím částečně oranžoví, může být lehce zploštělý. 
Dužnina je křehká, šťavnatá, rovněž šarlatová, bez výrazné vůně a chuti.

## Užití
Jedlá houba.

## Ekologie
Od srpna do listopadu můžeme voskovku šarlatovou najít na vlhkých, horských travnatých plochách (louky, pastviny, okraje lesa,..). Typický je pro ni růst spolu s dalšími druhy voskovek na jednom místě. 

## Rozšíření
Druh byl hojně zaznamenán v Evropě, Japonsku, Střední a Severní Americe, roztroušeně pak takřka kosmopolitně.

## Galerie

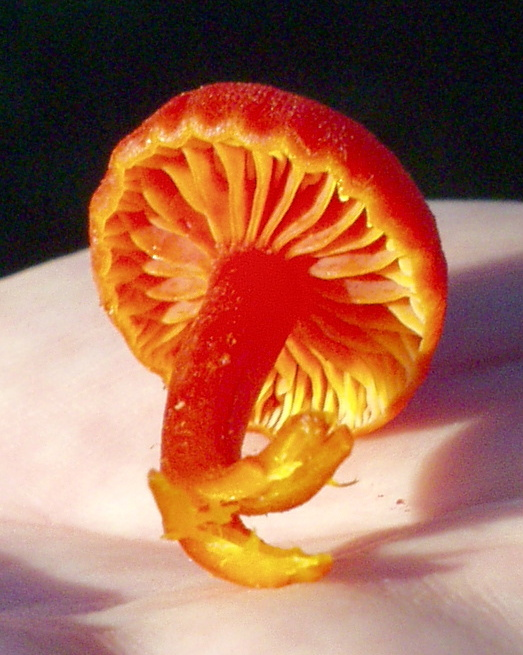
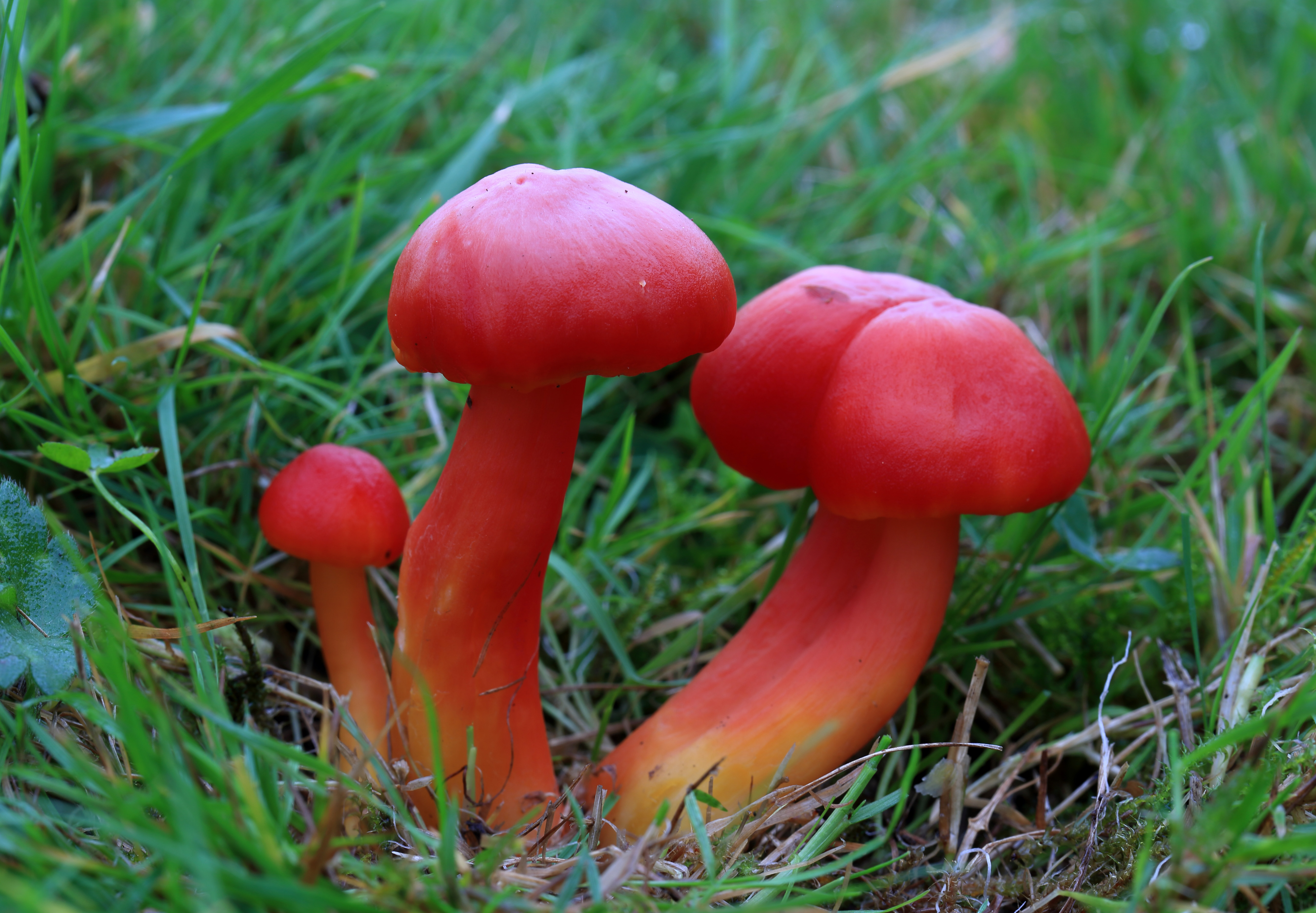
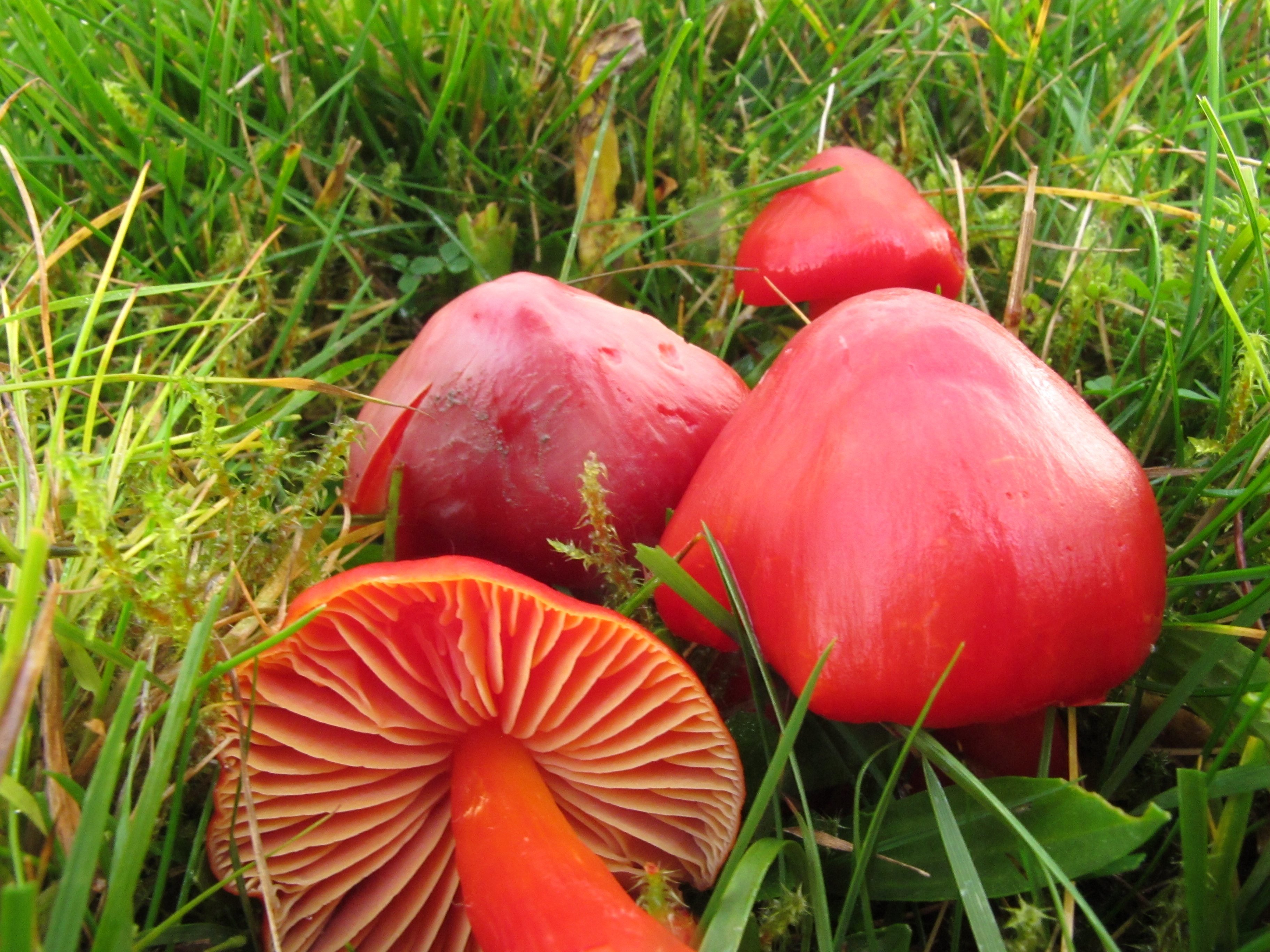
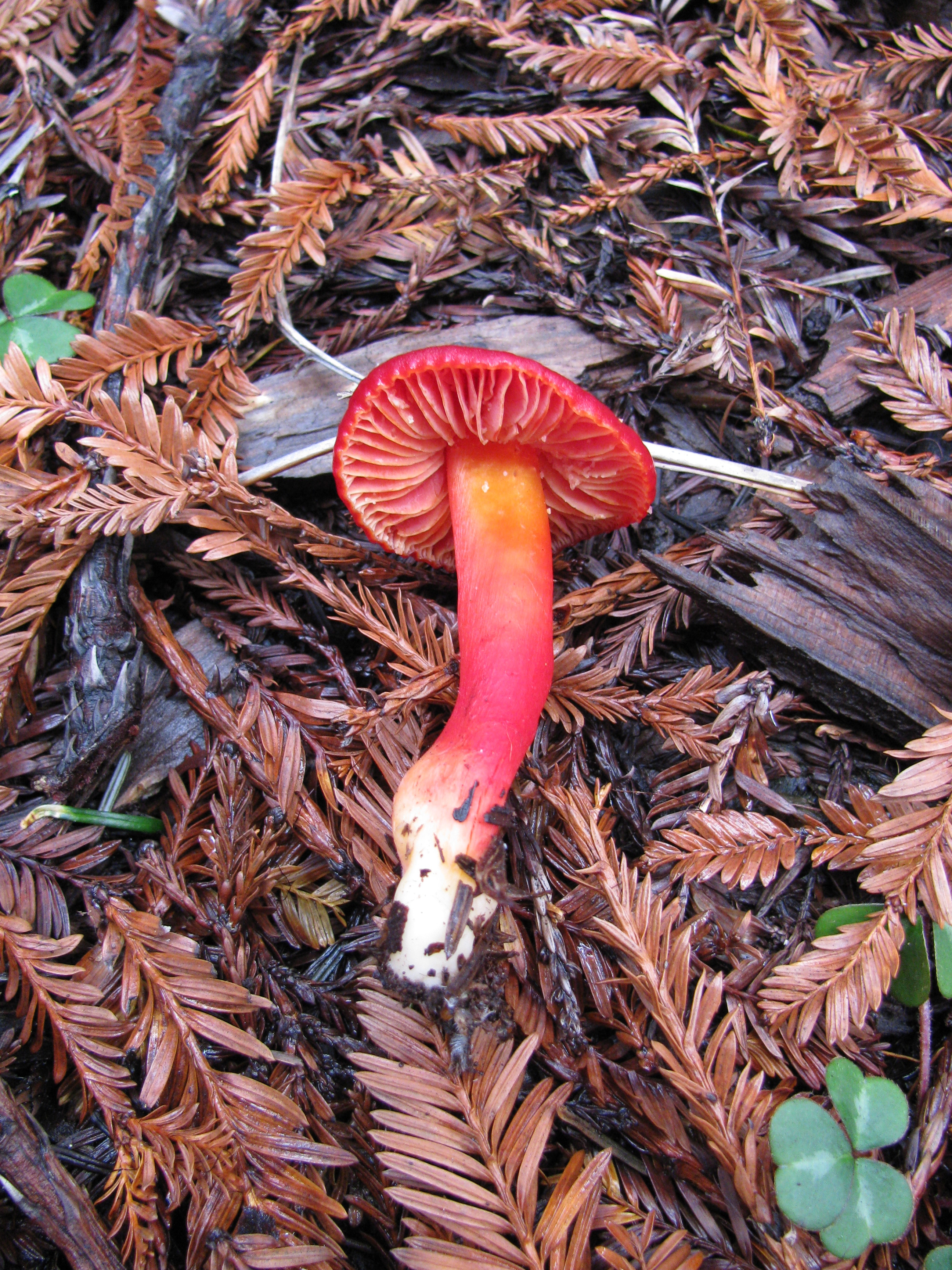
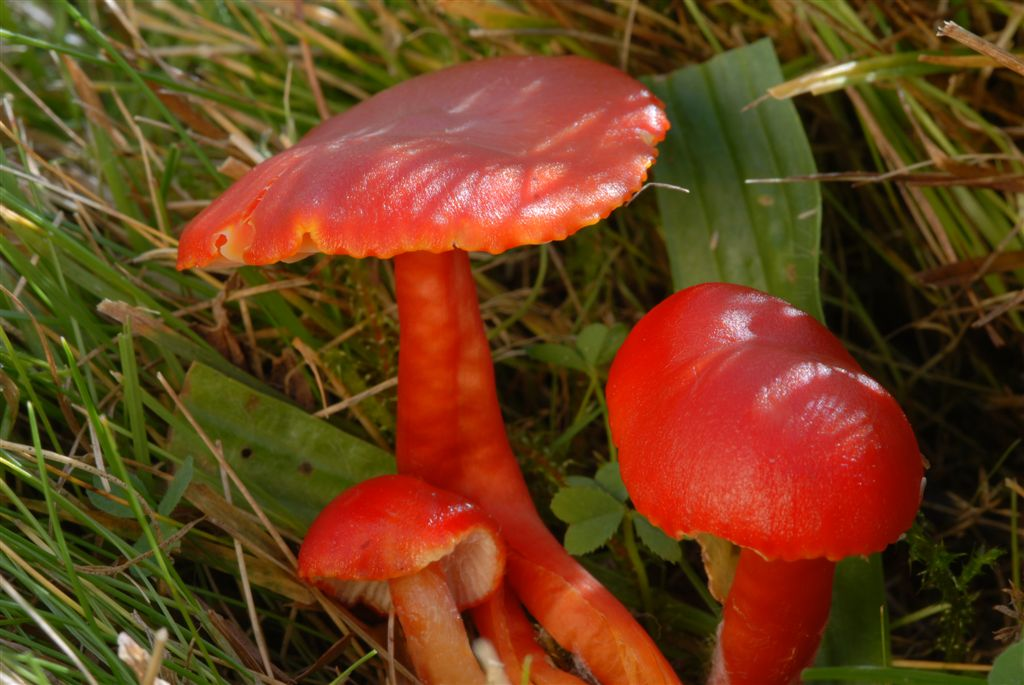

## Možnost záměny
- Voskovka granátová (Hygrocybe punicea) – liší se tvorbou větších plodnic.[1]
- Voskovka krvavá (Hygrocybe miniata) – liší se lehce šupinkatým kloboukem
- Voskovka Reidova (Hygrocybe reidii) – liší se medovou vůní
- Voskovka nádherná (Hygrocybe splendidissima) – liší se suchým kloboukem a medovou vůní